# Phare de Port-Maria
Le phare de Port-Maria est situé au sud de la presqu'île de Quiberon.
Il est en retrait du rivage et se trouve désormais parmi les constructions du sud-ouest de Quiberon, à la fin de la Côte Sauvage.

## Phare actuel
C'est une tour cylindrique en maçonnerie lisse peinte en blanc, avec un encorbellement en pierres apparentes, et une lanterne peinte en vert.
Elle est accolée à une maison sur deux niveaux d'habitation.
Le phare est automatisé. Non gardienné, il ne se visite pas.

## Données nautiques
La codification sur la carte marine 7033 du SHOM est
Q   WRG  28m 14/10M ce qui signifie
- c'est un feu scintillant  (Q)
- c'est un feu à secteurs (W blanc, R rouge, G vert)
- son élévation est de 28 mètres (ce qui permet de calculer la distance avec un sextant) ((hauteur x 1.86)/ angle lu sur le sextant)
- la portée est de 14 nautiques pour le secteur blanc et 10 nautiques pour les secteurs vert et rouge

Il faut rentrer au port impérativement par le secteur blanc
Rythme : L=0,6 s / O=0,6 s T=1,2 s, Scintillant continu